# Nekbaun
Nekbaun is een bestuurslaag in het regentschap Kupang van de provincie Oost-Nusa Tenggara, Indonesië. Nekbaun telt 1462 inwoners (volkstelling 2010).